# Kalanchoe daigremontiana
Kalanchoe daigremontiana, llamada vulgarmente aranto o espinazo del Diablo, es una planta suculenta en la familia Crassulaceae, endémica de Madagascar. Tiene potencial como planta exótica invasora en ambientes áridos y semiáridos, donde puede inhibir la regeneración de la flora local y alterar el ciclo del carbono en el suelo.

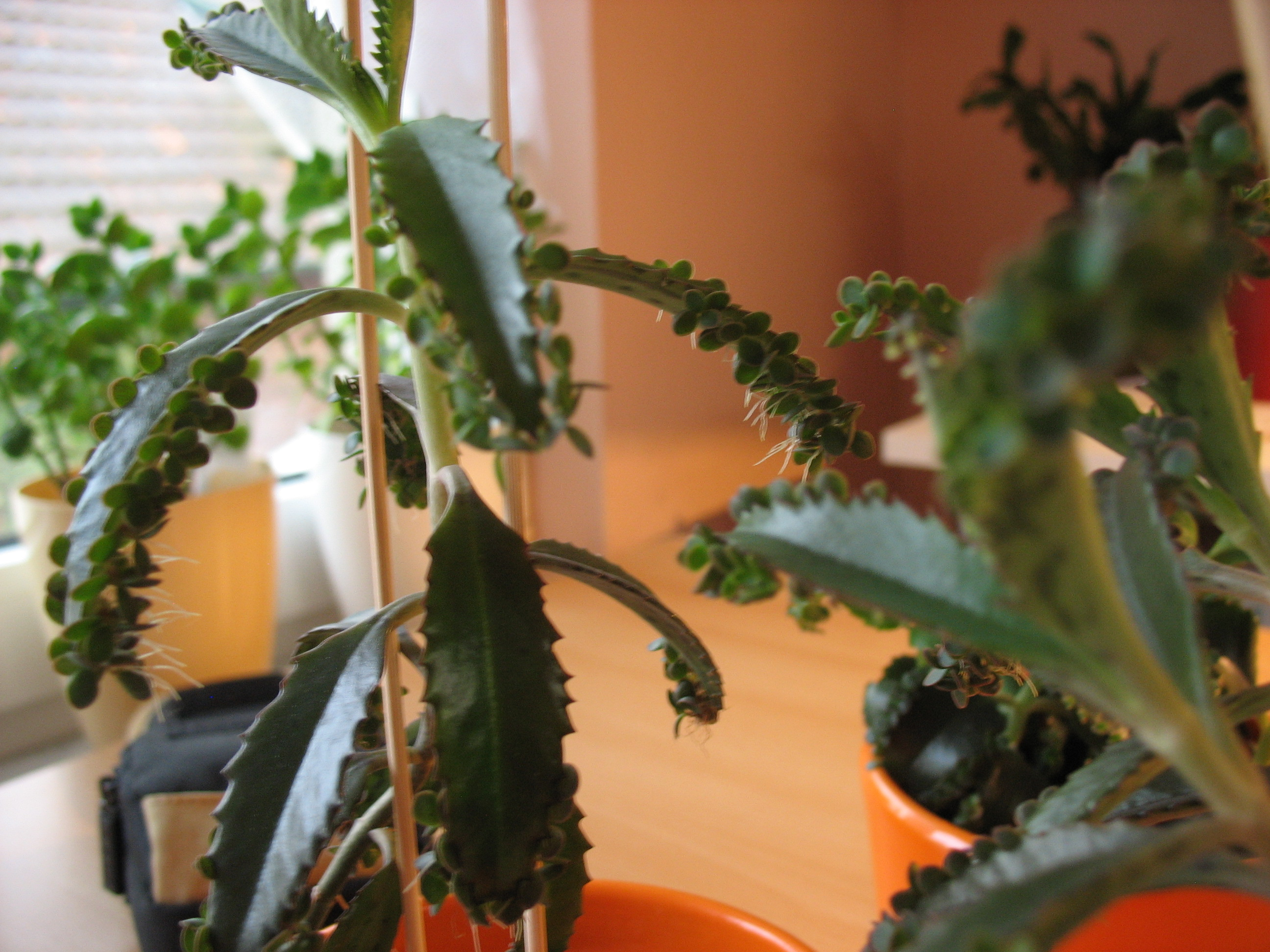
Vista de la planta

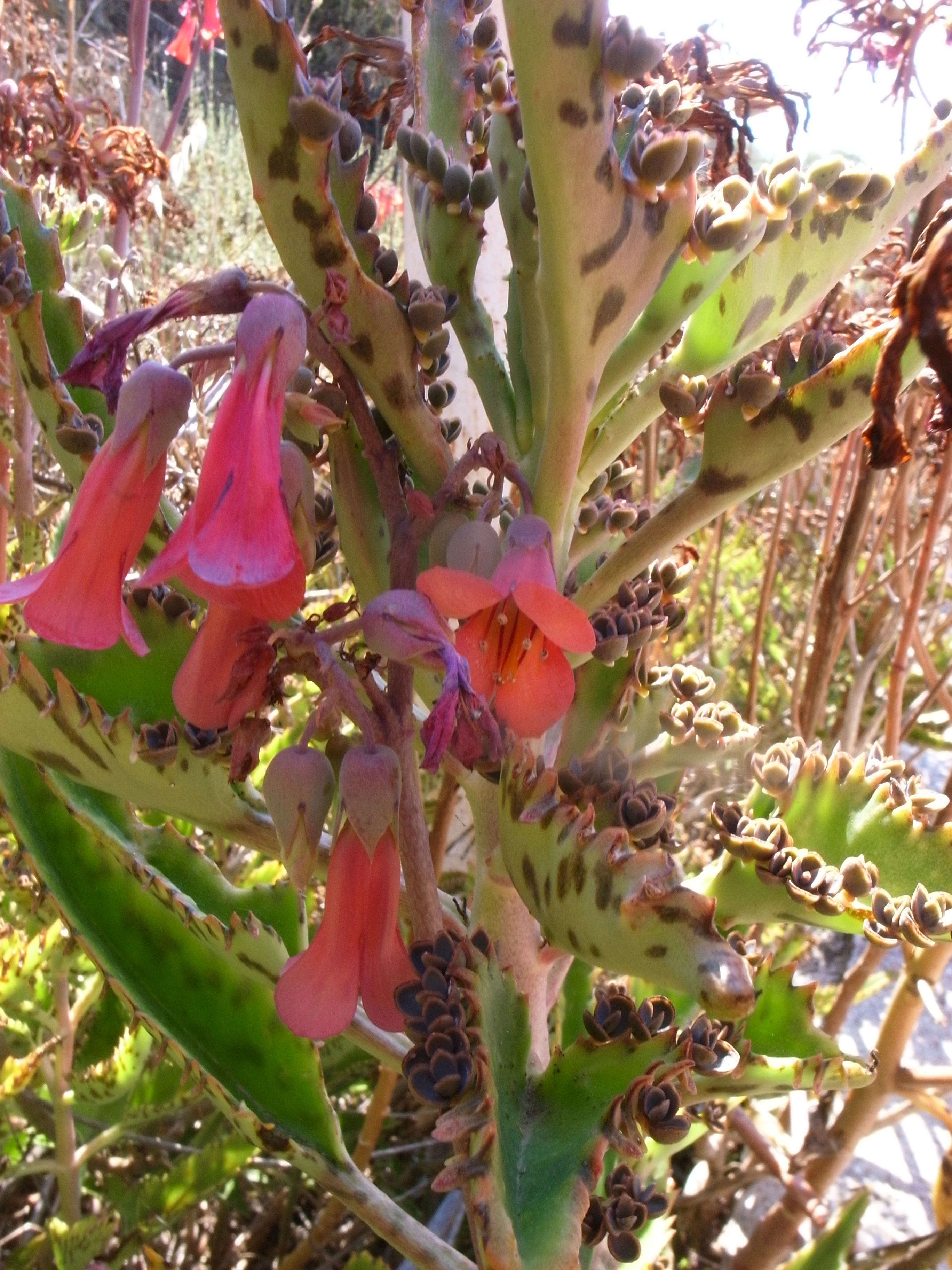
Detalle de inflorescencia y plántulas en los márgenes de la hoja.

## Descripción
Esta planta tiene la característica inusual de producir brotes de nuevas plántulas a lo largo del margen de sus hojas, que se desprenden y emiten raíces fácilmente al caer al suelo. De tallo erecto, puede alcanzar  hasta 1 m de altura; hojas opuestas, carnosas, oblongo-lanceoladas que pueden llegar a los 15–20 cm  de largo y unos 4-5 cm  de ancho. Son de color verde medio por el haz y con manchas púrpura en el envés. Los márgenes en forma de cuchara poseen unos pequeños espolones bulbíferos de donde surgen los brotes de las nuevas plantas. Las plantas adultas también pueden desarrollar raíces laterales en las estructuras de su tallo principal, alcanzando los 10–15 cm del suelo. Las hojas tienden a desarrollarse en la parte alta del tallo, que alcanza así gran peso; esto provoca que el tallo principal se doble hacia abajo y emita raíces laterales, produciendo finalmente, el desarrollo de nuevos tallos primarios que se establecerán como plantas independientes.
En la época de floración de esta especie, que no se produce con periodicidad anual sino esporádicamente y, en ocasiones, la planta nunca llega a florecer, el tallo principal se alarga verticalmente hasta 30 cm en un par de días, desarrollando una inflorescencia terminal (un racimo compuesto en forma de paraguas) con pequeñas flores acampanadas de color rosa grisáceo (o algunas veces anaranjadas).

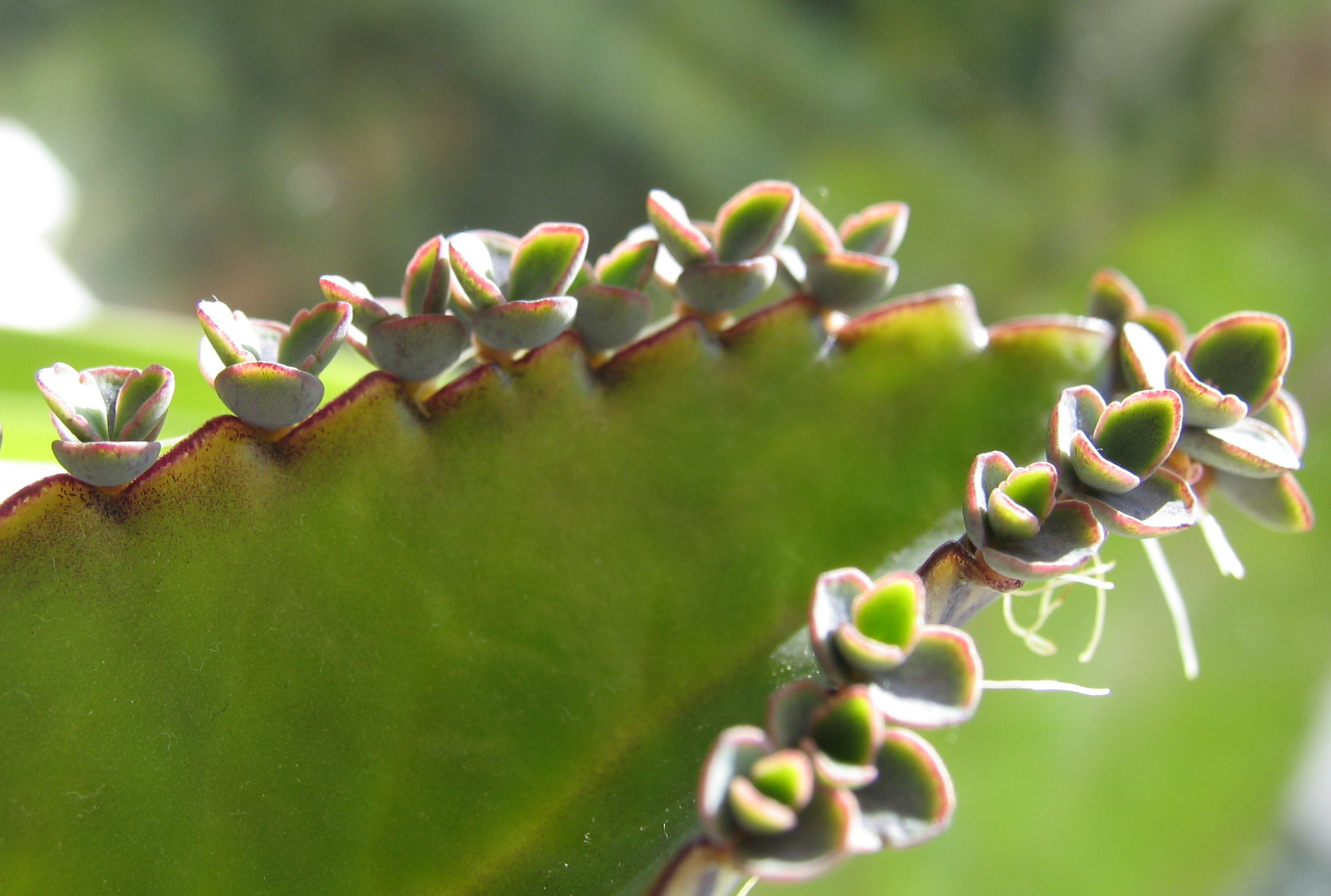
Detalle de nuevas plantas (propágulos) que nacen sobre las hojas.

## Fisiología
Las plantas del género Kalanchoe, así como muchas otras plantas que crecen en regiones áridas, realizan la fotosíntesis a través del metabolismo ácido de las crasuláceas.

## Distribución y hábitat
K. daigremontiana es nativa del valle del Río Fiherenana y las montañas Androhibolava en el suroeste de Madagascar. Se ha introducido en numerosas regiones tropicales y subtropicales, como Florida, Puerto Rico, Hawái, Venezuela,  Paraguay, Argentina, Brasil, Uruguay, partes del sur de Europa, Chile, Perú y Cuba.
Prefiere crecer en lugares rocosos y secos. Puede convertirse en una planta invasora y amenazar los ecosistemas naturales, especialmente en ambientes áridos y semiáridos (Sudáfrica y regiones de América del Sur, por ejemplo), donde puede inhibir el reclutamiento de plantas nativas.

## Propiedades
K. daigremontiana es tóxica a dosis altas, ya que contiene un glucósido cardiaco llamado daigremontianina.

## Medicina
Se le atribuyen una variedad de propiedades medicinales: Desinflamante, calmante tópico, mejora de la migraña, mantenimiento de la salud renal, regenerante cutáneo, etc. También se le atribuyen propiedades anticancerigenas pero estas no están demostradas
No se recomienda ingerir más de dos hojas del tamaño de la palma al día, ya que esta planta es altamente tóxica y en altas dosis puede ser mortal.
Existen medicamentos comerciales producidos a partir de los compuestos de la planta.

## Galería

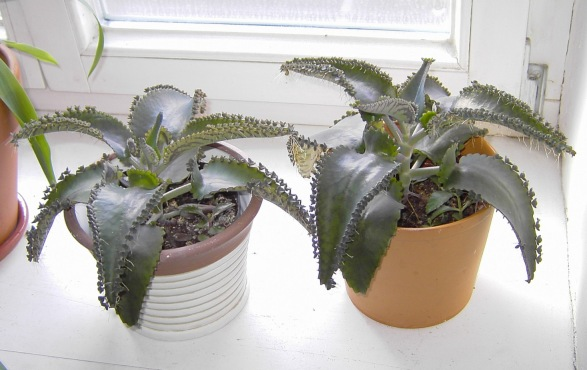
Kalanchoe daigremontiana en maceta
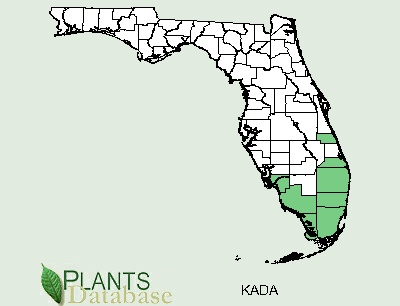
Distribución por condado en Florida
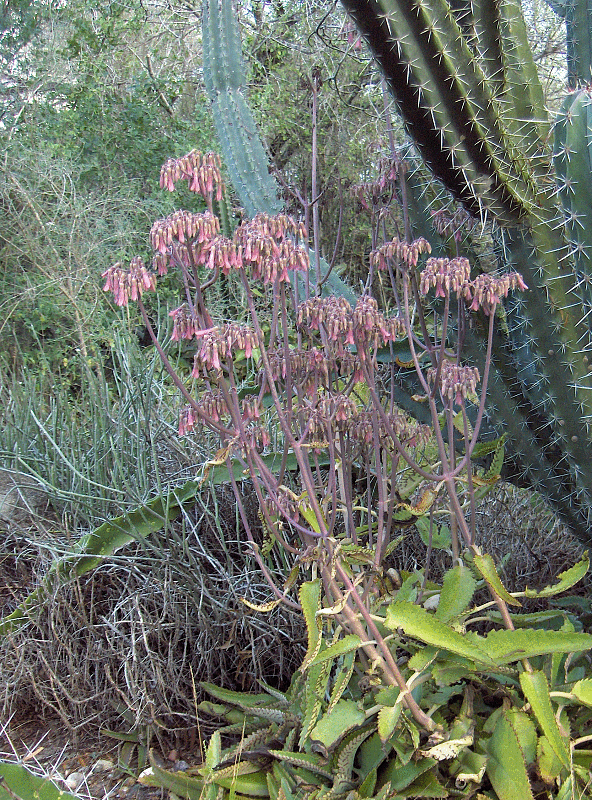
Flores
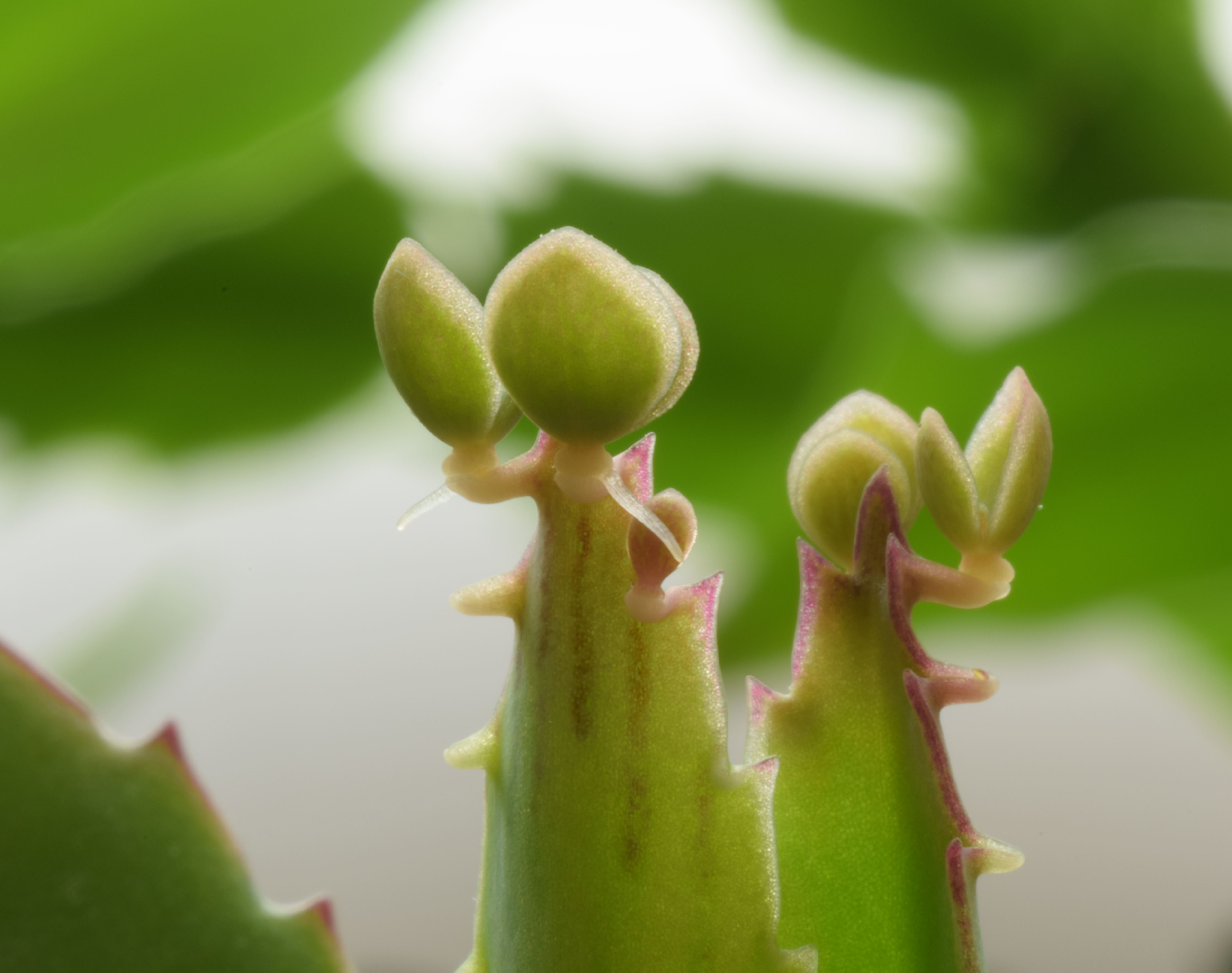
plántulas
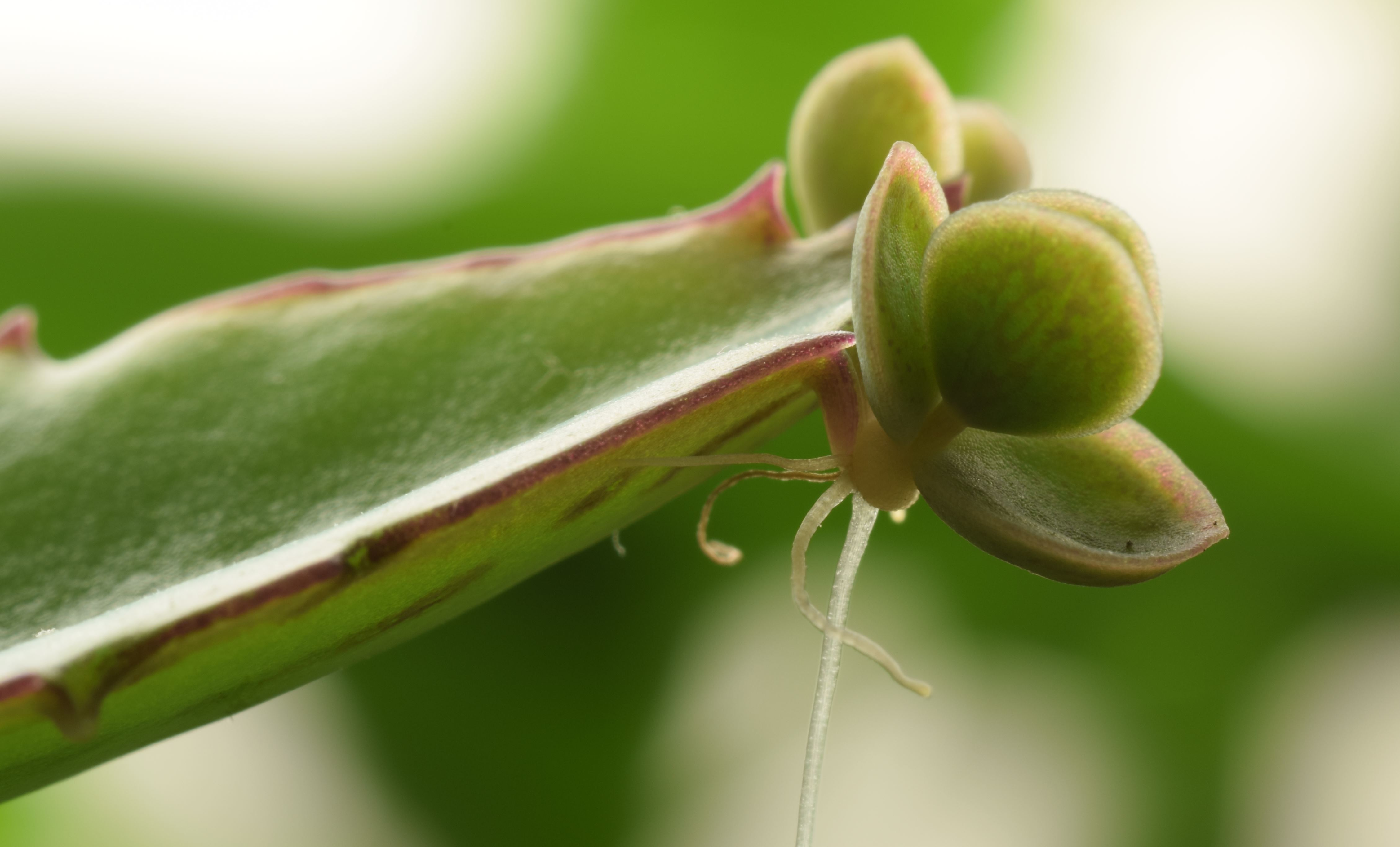
plántulas
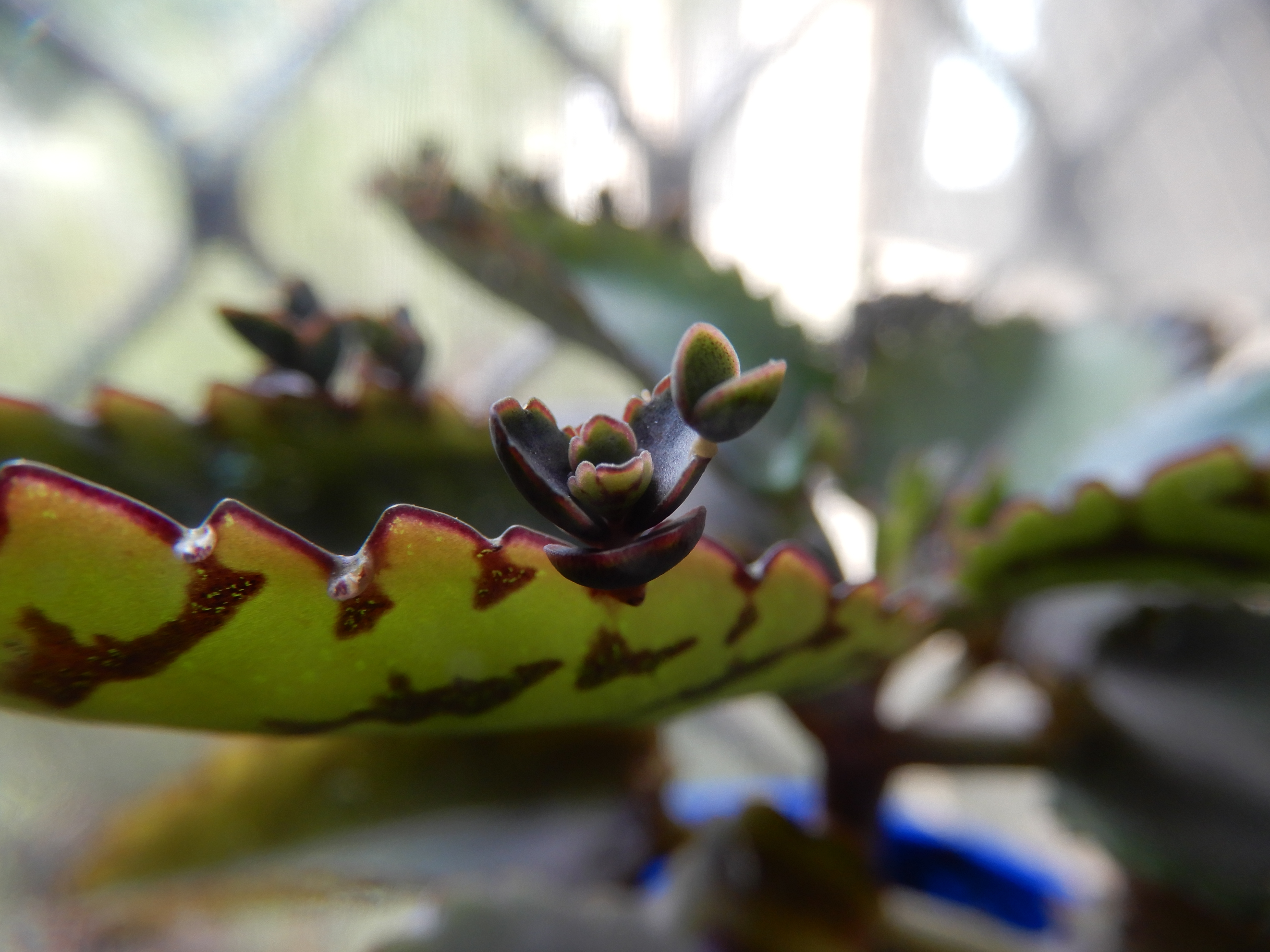
Plántulas de Kalanchoe daigremontiana en plántulas

## Taxonomía
Kalanchoe daigremontiana fue descrita por Raym.-Hamet & H.Perrier  y publicada en Annales du Museé Colonial de Marseille, sér. 2 2: 128–132. 1914.
Etimología
Ver: Kalanchoe
daigremontiana: epíteto que hace referencia al apellido de Madame y Monsieur Daigremont, coleccionistas de crasuláceas, en agradecimiento por poner su colección a disposición del estudio.
Sinonimia
- Bryophyllum daigremontianum (Raym.-Hamet & E.P.Perrier) Berger

== Referencias ==
1. ↑  Manjato, N. 2017. Kalanchoe . The IUCN Red List of Threatened Species 2017: e.T88507997A88508000. http://dx.doi.org/10.2305/IUCN.UK.2017-2.RLTS.T88507997A88508000.en. Downloaded on 03 October 2018.
2. ↑  Herrera, Ileana; Ferrer-Paris, José R.; Hernández-Rosas, José I.; Nassar, Jafet M. (2016). «Impact of two invasive succulents on native-seedling recruitment in Neotropical arid environments». Journal of Arid Environments 132: 15-25. Bibcode:2016JArEn.132...15H. doi:10.1016/j.jaridenv.2016.04.007. Consultado el 6 de mayo de 2016.
3. ↑  http://www.lifeinvasaqua.com/especies-plantas-invasoras-espana/
4. ↑  https://dialnet.unirioja.es/servlet/articulo?codigo=3831382
5. ↑  Herrera, Ileana; Ferrer-Paris, José R.; Hernández-Rosas, José I.; Nassar, Jafet M. (2016). «Impact of two invasive succulents on native-seedling recruitment in Neotropical arid environments». Journal of Arid Environments 132: 15-25. Bibcode:2016JArEn.132...15H. doi:10.1016/j.jaridenv.2016.04.007. Consultado el 6 de mayo de 2016.
6. ↑  Wagner, H.; Fischer, M.; Lotter, H. (1985). «Neue Bufadienolide von Kalanchoe daigremontiana Hamet et Perr. (Crassulaceae)» [New Bufadienolides from Kalanchoe daigremontiana Hamet et Perr. (Crassulaceae)]. Zeitschrift für Naturforschung B (en alemán) 40 (9): 1226-1227.
7. ↑  Wagner, H.; Lotter, H.; Fischer, M. (1986). «Die toxischen und sedierend wirkenden Bufadienolide von Kalanchoe daigremontiana Hamet et Perr.» [The Toxic and Sedative Bufadienolides of Kalanchoe daigremontiana Hamet et Perr.]. Helvetica Chimica Acta (en alemán) 69 (2): 359-367. doi:10.1002/hlca.19860690215.
8. ↑  Wächter, R. (2011). Klinische Wirksamkeit, Pharmakologie und Analytik von Bryophyllum pinnatum (Doctoral dissertation, University of Basel). ISO 690
9. ↑  «Kalanchoe daigremontiana». Tropicos.org. Missouri Botanical Garden. Consultado el 15 de mayo de 2013.
10. ↑  Kalanchoe daigremontiana en PlantList
11. ↑  New York Botanical Garden, LuEsther T. Mertz Library (1907-1954). Annales du Muse colonial de Marseille. Marseille : Muse colonial. Consultado el 30 de diciembre de 2022.
12. ↑  Stefanowicz-Hajduk J, Asztemborska M, Krauze-Baranowska M, Godlewska S, Gucwa M, Moniuszko-Szajwaj B, Stochmal A, Ochocka JR. (2020 Mar). Identification of Flavonoids and Bufadienolides and Cytotoxic Effects of Kalanchoe daigremontiana Extracts on Human Cancer Cell Lines. Planta Med. : doi: 10.1055/a-1099-9786. Epub 2020 Jan 28. PMID: 31994149. (86(4)). pp. 239-246.